# Heinkel P.1077
El Heinkel P.1077 fue un proyecto de interceptor propulsado por cohete creado por la compañía Heinkel bajo el Programa de cazas de emergencia durante los últimos años del Tercer Reich. Este proyecto fue conocido originalmente como P.1068, pero el nombre sería posteriormente usado por otro proyecto aeronáutico de Heinkel.
El piloto del Heinkel P.1077 pilotaría la aeronave en posición decúbito prono. Para despegar el avión tendría cuatro cohetes desechables además de un trineo también desechable, ascendería a su techo de vuelo en un ángulo casi vertical. Una vez alcanzada la altitud operacional el piloto sólo tendría cinco minutos para realizar las acciones de combate, después tendría que regresar a tierra planeando y aterrizar mediante el tren de aterrizaje en forma de esquí del P.1077.
Cuando llegó el final de la guerra sólo había sido construida una maqueta del avión. Y aunque estaba planeado construir dos prototipos del P.1077, éste nunca pasó de la fase de proyecto.

## Variantes

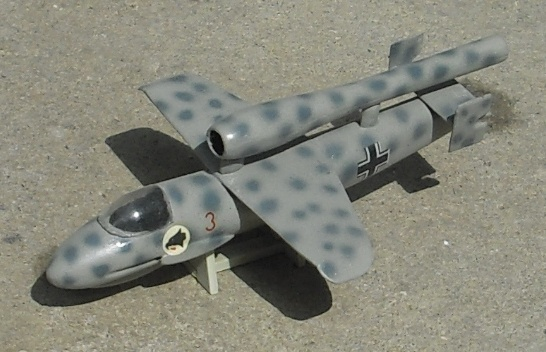
Modelo a escala del P.1077 Romeo, variante propulsada por un pulsorreactor.

P.1077 Julia
Proyecto de interceptor propulsado por motor cohete Walter HWK 109-509.
P.1077 Romeo
Proyecto de interceptor propulsado por pulsorreactor Argus As 014.

## Especificaciones (proyectadas para el P.1077 Julia)

### Características generales
- Tripulación: 1 piloto
- Longitud: 6,5 m (21,2 ft)
- Envergadura: 4,6 m (15,1 ft)
- Altura: 1 m (3,3 ft)
- Superficie alar: 7,3 m² (78,6 ft²)
- Peso máximo al despegue: 1800 kg (3967,2 lb)
- Planta motriz: 1× motor cohete Walter HWK 109-509.
  - Empuje normal: 16,7 kN (1700 kgf; 3748 lbf) de empuje.
- Cohetes impulsores: 2× de 11,76 kN (1 200 kgf; 2 645,55 lbf) cada uno

### Rendimiento
- Velocidad máxima operativa (Vno): 1000 km/h (621 MPH; 540 kt)
- Régimen de ascenso: 10.000 m en 52 s

### Armamento
- Cañones: 2× MK 108 de calibre 30 mm
- Bombas: AB 250 o  AB 500